# Двајт Јокам
Двајт Дејвид Јокам (енгл. Dwight David Yoakam; 23. октобар 1956, Пајквил) амерички је глумац, певач и кантри музичар.